# Itaporanga (kommun i Brasilien, São Paulo)
Itaporanga är en kommun i Brasilien.   Den ligger i delstaten São Paulo, i den södra delen av landet, 900 km söder om huvudstaden Brasília. Antalet invånare är 14 546.
Följande samhällen finns i Itaporanga:
- Itaporanga

Trakten runt Itaporanga består i huvudsak av gräsmarker. Runt Itaporanga är det ganska glesbefolkat, med 25 invånare per kvadratkilometer.